# Sub Pop
Sub Pop és un segell discogràfic fundat l'any 1986 per Bruce Pavitt i Jonathan Poneman. Va assolir fama internacional a principis de la dècada del 1990 amb grups de Seattle com Nirvana, Soundgarden i Mudhoney, actors centrals del moviment grunge. Altres grups de la discogràfica són Fleet Foxes, Beach House, Flight of the Conchords, Foals, Father John Misty, Band of Horses i The Shins. El 1995, els propietaris de Sub Pop van vendre una participació del 49% a Warner Music Group.

## Història
Els orígens del Sub Pop es remunten a principis dels anys 1980, quan Bruce Pavitt va iniciar un fanzín anomenat Subterranean Pop centrat exclusivament en segells discogràfics independents estatunidencs. Al quart número, Pavitt va escurçar el nom a Sub Pop i va començar a alternar publicacions amb cassets recopilatòris de grups de rock alternatiu. El casset Sub Pop #5, publicat el 1982, va vendre dues mil còpies.
El 1986 Pavitt va publicar el primer LP de Sub Pop, el recopilatori Sub Pop 100, que va incloure material d'artistes com Sonic Youth, Naked Raygun, Wipers i Scratch Acid. El grup de Seattle Green River va optar per gravar el seu EP Dry as a Bone per al nou segell de Pavitt el juny de 1986, però Pavitt no es va poder permetre el luxe de publicar-lo fins a l'any següent. Jonathan Poneman va proporcionar 20.000 dòlars de finançament a Sub Pop per a publicar el senzill de debut de Soundgarden Hunted Down/Nothing to Say el juliol de 1987, seguit del seu primer EP, Screaming Life, a l'octubre. Poneman aviat es va convertir en soci de ple dret del segell: Pavitt es va centrar en els aspectes dels artistes i del repertori del segell, mentre que Poneman es va ocupar de les qüestions empresarials i legals.
Pavitt i Poneman van estudiar segells independents anteriors, des de Motown fins a SST Records, i van decidir que pràcticament tots els moviments d'èxit de la música rock tenien una base regional. La parella va intentar crear una identitat de marca cohesionada per a Sub Pop. El segell va intentar comercialitzar un «so Seattle», que es va aconseguir amb l'ajuda del productor Jack Endino, que va produir 75 senzills, àlbums i EP per a Sub Pop entre 1987 i 1989. El novembre de 1988, Sub Pop va publicar «Love Buzz», el senzill de debut de Nirvana, com a primera referència de Sub Pop Singles Club, un servei de subscripció que permetria als subscriptors rebre els senzills del segell mensualment per correu postal. En el seu apogeu, l'any 1990, el club tenia dos mil abonats. La sèrie original es va suspendre el 1993, seguida de Singles Club V.2, presentada el 1998.
Quan Geffen Records va comprar el contracte de Nirvana a Sub Pop per 72.000 dòlars, es va acordar que el primer pagaria al segon un percentatge dels beneficis de seu àlbum Nevermind (1991). Pavitt va declarar: «el Nadal de 1991 Nevermind havia venut 2 milions de còpies. Vam passar de no poder pagar la factura del telèfon a rebre un xec de mig milió de dòlars». Les vendes de Bleach van ajudar a mantenir la discogràfica. L'èxit principal de Nirvana també va atraure l'atenció dels mitjans de comunicació internacionals cap a Poneman i Pavitt com a «creadors de l'escena grunge». A The Killer de David Fincher, el dolent principal, interpretat per Arliss Howard, porta una samarreta de Sub Pop.